# أولغا رومان
أولغا رومان (بالإسبانية: Olga Román)‏ هي عازفة الجاز ومغنية إسبانية، ولدت في القرن العشرين.

## وصلات خارجية
- أولغا رومان على موقع IMDb (الإنجليزية)
- أولغا رومان على موقع ميوزك برينز (الإنجليزية)
- أولغا رومان على موقع ديسكوغز (الإنجليزية)
- أولغا رومان على موقع قاعدة بيانات الفيلم (الإنجليزية)